# Élections législatives de 1906 dans l'Ariège
Les élections législatives de 1906 ont eu lieu les 6 et 20 mai 1906.

## Résultats à l'échelle du département
| Partis         | Partis                                         | Premier tour | Premier tour | Sièges |
| Partis         | Partis                                         | Voix         | %            | Sièges |
| -------------- | ---------------------------------------------- | ------------ | ------------ | ------ |
|                | Radicaux                                       | 20 095       | 35,90        | 2      |
|                | Action libérale populaire                      | 13 142       | 23,48        | 0      |
|                | Radicaux-socialistes                           | 11 433       | 20,42        | 1      |
|                | Alliance républicaine démocratique             | 8 261        | 14,76        | 0      |
|                | Section française de l'Internationale ouvrière | 2 773        | 4,95         | 0      |
|                | Divers                                         | 277          | 0,49         | 0      |
|                |                                                |              |              |        |
| Inscrits       | Inscrits                                       | 74 651       | 100,00       | 3      |
| Votants        | Votants                                        | 56 325       | 75,45        |        |
| Abstentions    | Abstentions                                    | 18 326       | 24,55        |        |
| Blancs et nuls | Blancs et nuls                                 | 344          | 0,61         |        |
| Exprimés       | Exprimés                                       | 55 981       | 99,39        |        |

## Résultats par arrondissement

### Arrondissement de Foix
| Candidat       | Candidat           | Parti              | Premier tour | Premier tour |
| Candidat       | Candidat           | Parti              | Voix         | %            |
| -------------- | ------------------ | ------------------ | ------------ | ------------ |
|                | Théophile Delcassé | Radical            | 10 327       | 56,02        |
|                | De Rivals          | ALP                | 4 182        | 22,69        |
|                | Jules Séguélas     | SFIO               | 2 773        | 15,04        |
|                | Fondère            | Radical-socialiste | 1 151        | 6,24         |
|                |                    |                    |              |              |
| Inscrits       | Inscrits           | Inscrits           | 25 175       | 100,00       |
| Votants        | Votants            | Votants            | 18 503       | 73,50        |
| Abstention     | Abstention         | Abstention         | 6 672        | 26,50        |
| Blancs et nuls | Blancs et nuls     | Blancs et nuls     | 70           | 0,38         |
| Exprimés       | Exprimés           | Exprimés           | 18 433       | 99,62        |

### Arrondissement de Pamiers
| Candidat       | Candidat        | Parti              | Premier tour | Premier tour |
| Candidat       | Candidat        | Parti              | Voix         | %            |
| -------------- | --------------- | ------------------ | ------------ | ------------ |
|                | Albert Tournier | Radical-socialiste | 10 282       | 53,42        |
|                | Remaury         | ALP                | 8 960        | 46,55        |
|                | Divers          | Divers             | 5            | 0,03         |
|                |                 |                    |              |              |
| Inscrits       | Inscrits        | Inscrits           | 24 463       | 100,00       |
| Votants        | Votants         | Votants            | 19 273       | 78,78        |
| Abstention     | Abstention      | Abstention         | 5 190        | 21,22        |
| Blancs et nuls | Blancs et nuls  | Blancs et nuls     | 26           | 0,13         |
| Exprimés       | Exprimés        | Exprimés           | 19 247       | 99,87        |

### Arrondissement de Saint-Girons
| Candidat       | Candidat            | Parti          | Premier tour | Premier tour |
| Candidat       | Candidat            | Parti          | Voix         | %            |
| -------------- | ------------------- | -------------- | ------------ | ------------ |
|                | Eugène Pérès        | Radical        | 9 768        | 53,37        |
|                | Léon Galy-Gasparrou | ARD            | 8 261        | 45,14        |
|                | Divers              | Divers         | 272          | 1,49         |
|                |                     |                |              |              |
| Inscrits       | Inscrits            | Inscrits       | 25 013       | 100,00       |
| Votants        | Votants             | Votants        | 18 549       | 74,16        |
| Abstention     | Abstention          | Abstention     | 6 464        | 25,84        |
| Blancs et nuls | Blancs et nuls      | Blancs et nuls | 248          | 0,34         |
| Exprimés       | Exprimés            | Exprimés       | 18 301       | 98,66        |